# Анюта (фильм-балет)
«Анюта» — телевизионный балет (фильм-балет) по мотивам рассказа Антона Павловича Чехова «Анна на шее», поставленный режиссёром А. А. Белинским и балетмейстером В. В. Васильевым в 1982 году, на музыку Валерия Гаврилина с Екатериной Максимовой в роли Анны.
Успех фильма-балета «Анюта», в том числе и за рубежом, породил у создателей замысел о переносе постановки на театральную сцену. Балет «Анюта» начал свою жизнь на сцене в 1986 году, когда он был поставлен в театре Неаполя, а затем и в Большом театре в СССР.
Лауреат Гран-При по разделу музыкальных телефильмов X Всесоюзного фестиваля телевизионных фильмов (1983).

## Общая информация
Премьера фильма-балета «Анюта» на телевидении состоялась в мае 1982 года. В 1983 году фильм был удостоен золотого приза на X Всесоюзном телевизионном фестивале в Алма-Ате. Он имел большой успех во всём мире (закуплен и показан в 114 странах), получил приз «Интервидения» на международном фестивале телефильмов «Злата Прага» (1982), а также был удостоен Государственной премии РСФСР.
Основной сюжетной линией фильма-балета стала история жизни Анюты, девушки из бедной семьи, вышедшей замуж за зажиточного чиновника Модеста Алексеевича и ослеплённой «блеском света».

## Музыка
Замысел балета по мотивам рассказа А. П. Чехова «Анна на шее» родился из Вальса композитора Валерия Гаврилина:

Александр Белинский давно хотел снять телевизионный балет по Чехову, долго «ходил вокруг» «Скверного анекдота», а потом как-то раз услышал вальс Валерия Гаврилина и понял, что это настоящий «чеховский вальс». Вот так, не от литературы, а от музыки родился замысел фильма, хотя в основе его были использованы мотивы рассказов Антона Павловича Чехова, большей частью — «Анна на шее». <…> Для «Анюты» Александр Аркадьевич вместе с Володей подбирал музыку буквально по кусочкам из разных произведений Валерия Гаврилина.— Екатерина Максимова
Валерий Гаврилин так писал об этом балете: «Оказывается, сам того не ведая, я уже давно пишу балетную музыку, да ещё помогающую воплотить на сцене чеховские образы». По поводу балетной музыки Александр Белинский в одной из своих статей подтвердил: «Ни одного номера, ни одной разработки своего же сочинения композитор специально для балета не писал».
Тема чиновников возникла из оркестрового сочинения Валерия Гаврилина «Государственная машина». Знаменитая тарантелла, часто исполняемая в концертах, представляет собой оркестровку пьесы «Французская песенка» из «Фортепианного альбома».
Музыка Валерия Гаврилина была записана оркестром Ленинградской государственной филармонии имени Д. Шостаковича, дирижёр Станислав Горковенко.

## Постановка
Постановка хореографических номеров Владимиром Васильевым осуществлялась как «монтажная хореография». Танец в фильме-балете снимался фрагментами, крупные, средние и общие планы монтировались в движении. На музыку одного номера снимались несколько мест действия, иногда параллельная хореографическая жизнь разных персонажей. Поиски Владимира Васильева в этой области начались с телефильма «Жиголо и Жиголетта».
Владимир Васильев так вспоминал о работе над фильмом-балетом:

Хореограф на телевидении изначально принимает функции режиссёра, и это всегда очень интересно, особенно в период монтажа. Когда мы снимали отдельные сцены, мы их уже видели «монтажно»…
Каждый раз на практике познаёшь всё новые закономерности. В искусстве невозможно всё постичь. Только дилетантам кажется, что они всё знают.

Интересен в «Анюте» эпизод «семейного альбома», который перелистывает отец Анны. В его воспоминаниях возникает маленькая Анюта (Кира Кириллова), её отец (В. Васильев) и умершая мать (Е. Максимова). В своём произведении Чехов так описывает эту сцену: «Её покойная мать сама одевалась всегда по последней моде и возилась с Аней и одевала её изящно, как куклу, и научила её говорить по-французски и превосходно танцевать мазурку».

## Создатели фильма
- Екатерина Максимова (БТ) — Анюта
- Владимир Васильев (БТ) — Отец Анюты, Пётр Леонтьевич
- Марат Даукаев (МТ) — Студент
- Гали Абайдулов (МТ) — Модест Алексеич
- Джон Марковский (МТ) — Артынов
- Анатолий Гридин (МТ) — Его Сиятельство
- Кира Кириллова (ЛХУ) — Анюта в детстве

| Съёмочная группа       |                                        |
| ---------------------- | -------------------------------------- |
| Автор сценария         | Александр Белинский                    |
| Режиссёры-постановщики | Александр Белинский, Владимир Васильев |
| Оператор-постановщик   | Генрих Маранджян                       |
| Художник-постановщик   | Белла Маневич                          |
| Хореограф              | Владимир Васильев                      |
| Звукорежиссёр          | Эдуард Ванунц                          |

## Балет «Анюта»
Успех фильма-балета «Анюта» породил у создателей замысел о сценической версии постановки. Однажды, в период гастролей балетной труппы Большого театра в Америке, когда сцена оказалась свободной, Владимир Васильев получил предложение что-нибудь поставить — к тому времени некоторый опыт у него уже был. Для сценической версии дирижёр Станислав Горковенко добавил музыки, и рамки действия постановки слегка расширились. Премьера спектакля состоялась 21 января 1986 года в Неаполе, а премьера на сцене Большого театра — 31 мая 1986 года.